# ハンス・スローン

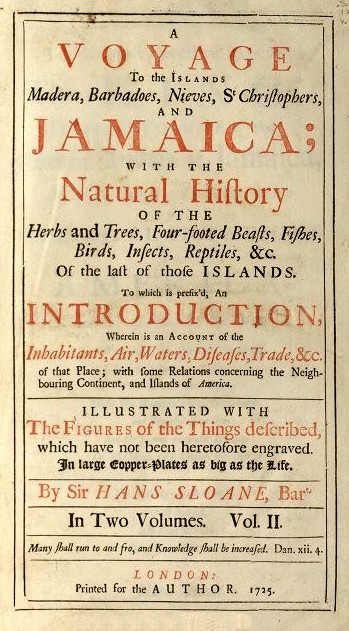

初代準男爵サー・ハンス・スローン（英語: Sir Hans Sloane, 1st Baronet PRS, 1660年4月16日 - 1753年1月11日）は、アイルランド王国のアルスター出身の医師で収集家。自身のコレクションをイギリス政府に遺贈し、それが大英博物館の元になったことで知られる。チョコレートミルク飲料を発明し、ロンドンのスローン・スクエアに名を残している。

## 生涯

### 前半生
アレクサンダー・スローン（Alexander Sloane）と妻サラ（Sarah、旧姓ヒックス（Hicks））の息子として、1660年4月16日にダウン県キリーレイで生まれた。父はスコットランド王ジェームズ1世が派遣したスコットランド人植民団の団長だったが、スローンが6歳のときに亡くなった。
幼いころから博物学的なものや奇妙なものを収集する癖があった。そこから薬物への興味が芽生えるとロンドンに出て植物学や薬学を学び、収集癖が縁となってジョン・レイやロバート・ボイルと親交ができた。フランス王国に渡り、パリやモンペリエを訪れた後、1683年7月にオランジュの大学で医学博士号を取得した。大量の植物や珍品のコレクションと共にロンドンに戻る。ジョン・レイはスローンから送られた植物標本を元に『植物誌』（原題 History of Plants ）を出版する。
1685年に王立協会フェローに選ばれ、そのころ医師のトーマス・シデナムと親交を結び、手ほどきを受けた。1687年、医学校のフェローとなり、ジャマイカに向かう第2代アルベマール公クリストファー・マンクの船団に医師として同行した。アルベマール公はジャマイカ上陸直後に亡くなったため、スローンがジャマイカで過ごしたのはわずか15ヵ月のみである。当時、ジャマイカを訪れた植物学者はまだなく、滞在中にスローンは800種もの新種の植物を記録し、それらをラテン語の目録にまとめると1696年に出版した。また、後にジャマイカ訪問の体験談を2冊の本にして出版している（1707-1725年）。1693年、王立協会の書記となり、『フィロソフィカル・トランザクションズ』誌を20年にわたって編集した。
スローンは Fulke Rose の未亡人エリザベス・ラングリーと結婚し、3人の娘と1人の息子をもうけた。ただし成人したのは娘2人だけである。

### チョコレート飲料
スローンはジャマイカでココアと出会った。先住民はそれを水と混ぜて飲んでいたが、スローンはまずくて飲めたものではないと記している。しかし、牛乳と混ぜると飲みやすいことを発見した彼はイングランドに戻ると、チョコレートミルク飲料のレシピを広めた。17世紀当初は薬局で薬として売られていたチョコレート飲料だが、19世紀にジョージ・キャドバリーが缶入り飲料を市販した。

### 医師として
スローンは上流階級を相手にした医師として成功し、大いに儲けた。彼は3代の君主、アン女王、ジョージ1世、ジョージ2世に仕えた。
1716年に準男爵に叙されたスローンは、1719年に王立内科医協会の会長に選ばれて16年間務めた。1722年には軍医官に任命され、1727年にはジョージ2世の筆頭侍医となった。同じく1727年、アイザック・ニュートンの後を継いで王立協会会長に就任、80歳になったとき同職を退いた。また、ロンドン初の孤児院である捨子養育院の創設にも尽力した。

### 投資家として
スローンの名声は、自然科学の研究者や医師であったと言うよりも、賢明な投資家として築かれた部分が大きい。1712年、彼はロンドンのチェルシーにあった荘園を購入しチェルシー薬草園を開くと、それを端緒にスローンの名がチェルシー各地の地名として残る。1701年に William Courten のコレクションを買い取り、これがのちに収集家として成功を収める決断となった。

### 大英博物館
1741年に引退するとスローンはそれまでの収集品をブルームズベリーからチェルシーの自宅に移したが、そのころには独特の価値を持つまでにコレクションが成長していた。彼は、William Courten、Filippo Antonio Gualterio 枢機卿、ジェイムズ・ペティヴァー、ネヘミア・グルー、レナード・プルークネット、ボーフォート公爵夫人 (en)、Adam Buddle、パウル・ヘルマン、Franz Kiggelaer、ヘルマン・ブールハーフェといった収集家の博物学的コレクションを次々と入手していった。1753年1月11日に亡くなると、スローンの遺言にはコレクションの遺贈先を議会に指定してあり、遺族に支払う2万ポンドと引き換えに蔵書、手稿、版画、図面、植物と動物の標本、メダル、硬貨、印章、カメオその他の収集品を寄贈すると示された。同年条例が議決され、遺産はその条件で引き取られた。そして1759年、このコレクションとジョージ2世の蔵書などを核としてブルームズベリーに大英博物館が開館し、これら当初のコレクションの大部分は後にロンドン自然史博物館の基盤となった。
また、チェルシー薬草園はロンドンの薬剤師らが自由に薬草を採取できるように図ってあった。これもスローンの篤志家としての面を表している。

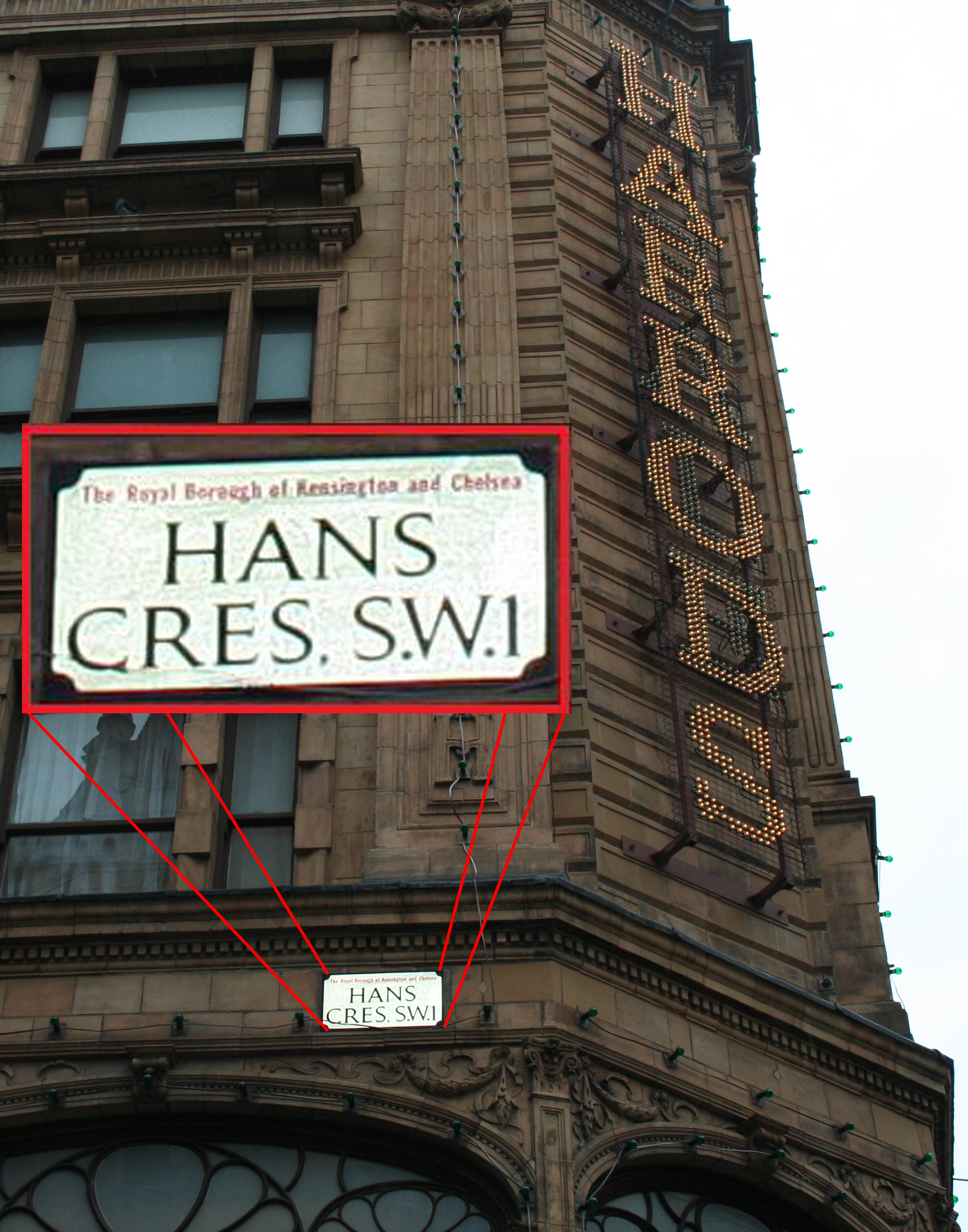
ハロッズが面するハンス・クレッセント通りの標識（ナイツブリッジ）。「ハンス」はスローンの名前。

### 栄誉
ケンジントン&チェルシー王立区にはスローンの姓名を冠した地名があり、姓はスローン・スクエア、スローン・ストリート、スローン・ガーデンなどに示され、ファーストネーム（名）のハンスをとったハンス・ストリート、ハンス・プレース、ハンス・ロードも同じ地区にある。
また、学名「Urania sloanus」という蛾もスローンに献名された。カール・フォン・リンネは植物の属名 Sloaneaをスローンに因んで命名した。

### 墓地

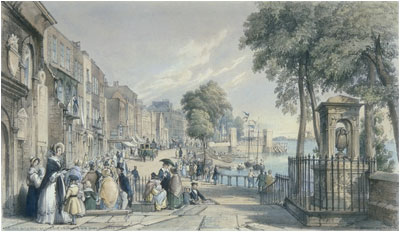
チェルシーの様子。オールド教会の建物の一部とハンス・スローンの墓が描かれている。

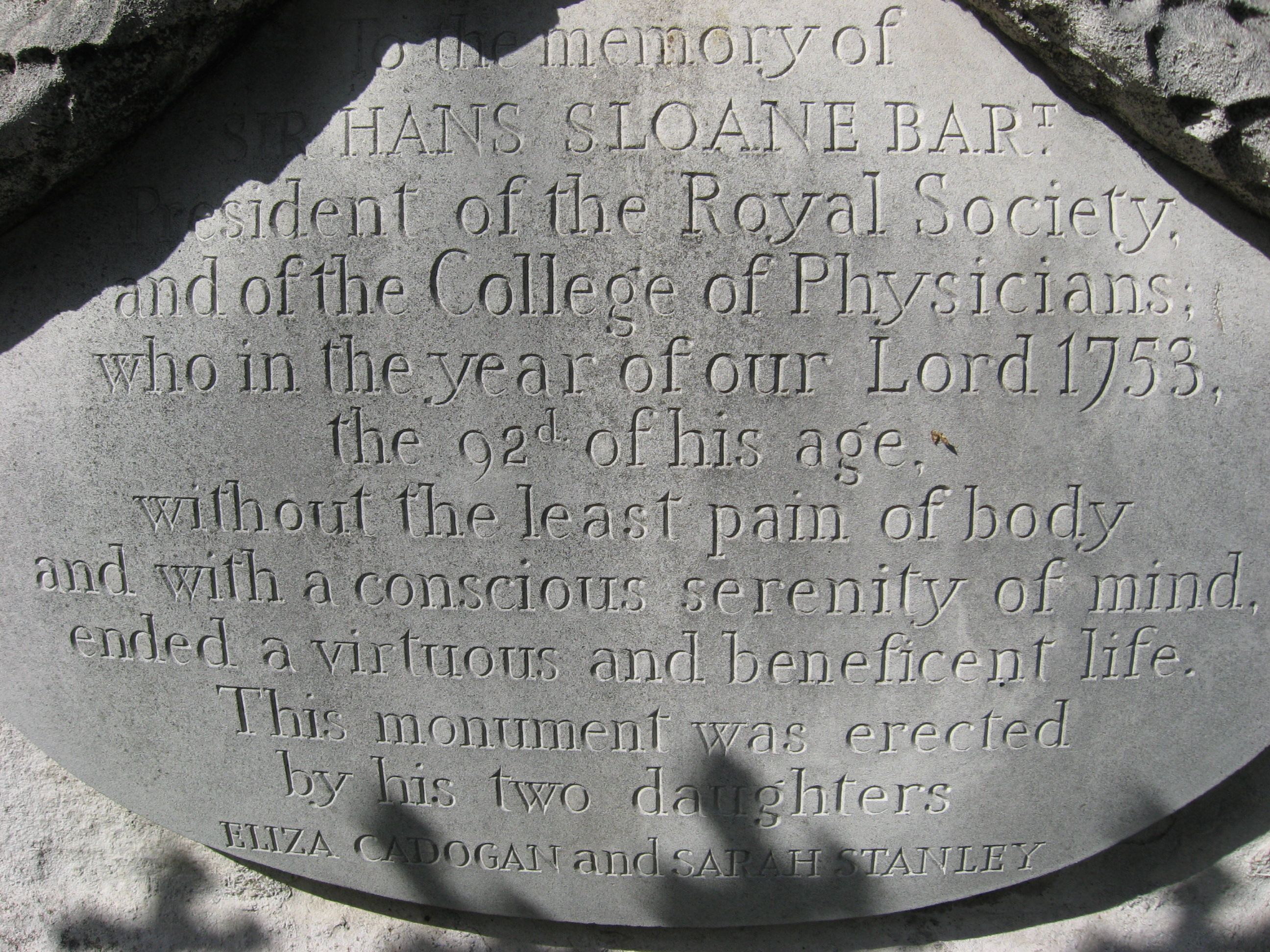
ハンス・スローンの記念碑（チェルシー）

ハンス・スローンは1753年1月18日、チェルシー・オールド教会に埋葬された。墓所の記念碑に次のように刻まれている（試訳）。
サー・ハンス・スローン。準男爵。王立協会会長。内科医協会会長。1752年、92歳で安らかに永眠。この記念碑はその娘イライザ・カドガンとサラ・スタンリーが建立した
墓には妻エリザベス（1724年没）もいっしょに埋葬されている。